# Jia Lissa
Jia Lissa (Russisch: Джиа Лисса), bürgerlich Julija Tschirkowa (Юлия Чиркова) (* 1. September 1996 in Ischewsk, Russland) ist eine russische Pornodarstellerin. Sie wurde 2020 mit dem XBIZ Europa Award in der Kategorie „Best Female Performer of the Year“ ausgezeichnet.

## Leben
Tschirkowa zog 2013 nach Moskau, um dort bessere Berufsmöglichkeiten zu finden. Direkt nach ihrem 18. Geburtstag begann sie, als Amateurin auf Webcam-Plattformen wie MyFreeCams.com und LiveJasmin zu streamen. Neben dieser Tätigkeit war sie auch als Kellnerin in verschiedenen gastronomischen Betrieben beschäftigt.
Im Jahre 2017, im Alter von 21 Jahren, initiierte Lissa ihre professionelle Laufbahn als Darstellerin in der Erwachsenenunterhaltungsbranche, indem sie eine Masturbationsszene für das renommierte Met-Art-Studio drehte. In der Anfangsphase ihrer Karriere war Lissa ausschließlich in lesbischen Szenen und Masturbationsszenen präsent. Im August 2018 unterzeichnete sie einen exklusiven Vertrag mit dem französischen Unternehmer Greg Lansky, dem Gründer des Vixen-Studios, wodurch sie als erste europäische Darstellerin in die Historie des Unternehmens einging. Im Dezember desselben Jahres trat sie in ihrer ersten interracial Sexszene für Blacked Studios. Im selben Jahr erhielt eine Nominierung bei den XBIZ Europe Awards in der Kategorie „Beste lesbische Sexszene“.
Im darauffolgenden Jahr wurde Lissa erneut für die gleiche Kategorie nominiert und erhielt zudem Nominierungen in der Kategorie „Bester neuer Star“. Sie wurde zudem mit dem Preis für die „Beste Glamor-Sexszene“ ausgezeichnet, den sie gemeinsam mit Liya Silver und Alberto Blanco entgegennahm.
Im Jahre 2020 erlangte Lissa internationale Anerkennung durch ihre Nominierung bei den AVN Awards in der neu etablierten Kategorie „Foreign Emerging Artist of the Year“. Darüber hinaus wurde sie in den Kategorien „Beste Sexszene in einer ausländischen Produktion“ sowie „Beste ausländische Produktionsgruppe in einer lesbischen Sexszene“ nominiert und erhielt zusätzlich eine Nominierung in der Kategorie „Foreign Female Artist of the Year“.
Im September 2021 trat Lissa erstmals in einer Analverkehr-Szene auf, die sie mit Vixen Studios realisierte. Für diese darstellerische Leistung wurde sie im Januar 2022 mit dem AVN Award in der Kategorie „Beste internationale Anal-Sexszene“ ausgezeichnet. Im Juli 2022 wurde Lissa, zusammen mit Liya Silver, zur Vixen Angel ernannt. Im August desselben Jahres wurde sie zum vierten Mal mit dem XBIZ Europa Award in der Kategorie „Beste Sexszene – Spielfilm“ ausgezeichnet. Aufgrund von Problemen im internationalen Zahlungsverkehr als politische Folge des russischen Angriffskrieges ab 2022 war es ihr zeitweilig nicht möglich, Geld über OnlyFans zu akquirieren.
Lissa spielt Ukulele und schreibt eigene Songs. Im Jahre 2024 kündigte sie über Twitter eine temporäre Karrierepause an, um sich intensiver auf ihr musikalisches Projekt zu konzentrieren.

## Filmografie (Auswahl)
- 2018: Young & Beautiful 6
- 2019: Blacked Raw 15
- 2021: Young & Beautiful 10
- 2021: Young Fantasies 7

## Auszeichnungen
- 2019: XBIZ Europa Award – Best Sex Scene – Glamcore in Club VXN Vacation (zusammen mit Liya Silver & Alberto Blanco)[5]
- 2020: XBIZ Europa Award – Best Female Performer of the Year[11]
- 2020: AVN Award – Best Foreign-Shot Group Sex Scene in Double Dare (Blacked Raw V15) (zusammen mit Ella Hughes & Jason Luv)[12]
- 2022: AVN Award – Best International Anal Sex Scene in Jia Episode 4 (zusammen mit Christian Clay)[7]
- 2022: XBIZ Europa Award – Best Sex Scene – Feature in Jia (zusammen mit Sonya Blaze & Manuel Ferrara)[9]
- 2023: XBIZ Europa Award – Best Sex Scene – Gonzo in Irresistible Impulse (zusammen mit Christian Clay)[13]